# 포메치아
포메치아(Pomezia)는 이탈리아 라치오주 로마현에 위치한 코무네다. 2009년 기준 인구 수는 약 60,000명이다.

## 역사
이 도시는 베니토 무솔리니가 1939년 10월 29일에 취임한 폰틴 습지를 최종적으로 매립한 결과 고대 라비니움이 있던 땅 근처에 완전히 새로 건설되었다. 새로운 인구는 로마냐, 베네토, 프리울리의 가난한 농민들에게서 추출되었다. 평화는 오래가지 못했다. 포메치아는 제3제국 군대에 점령된 후 제2차 세계 대전 당시 안치오 전투에서 큰 폭격을 받았다. 전쟁이 끝난 후 포메차아는 특히 의료 및 제약 부문과 휴양 중심지에서 강력한 산업 중심지로 발전했다. 이탈리아 식품회사 콜라비타(Colavita)의 생산공장도 이곳에 있다.
포메치아(Pomezia)라는 이름은 라틴 도시인 수에사 포메티아(Suessa Pometia)에서 유래했지만 포메티아가 어디에 있었는지는 알려져 있지 않다.

## 자매 도시
- 독일 징겐
- 튀르키예 차나칼레
- 브라질 이타폴리스